# Grez-Doiceau Fighting Turtles
I Grez-Doiceau Fighting Turtles sono una squadra di football americano di Grez-Doiceau, in Belgio, fondata nel 2008 a Ottignies-Louvain-la-Neuve come squadra dell'Université catholique de Louvain.

## Dettaglio stagioni

### Campionato

#### BFL/BAFL/BAFL Elite
| Stagione | regular season | regular season | regular season | regular season | regular season | regular season | playoff | playoff | playoff | playoff | playoff | playoff        | playoff               |
|          | Vin            | Par            | Per            | Tot            | PF             | PS             | Vin     | Per     | Tot     | PF      | PS      | risultato      | avversaria            |
| -------- | -------------- | -------------- | -------------- | -------------- | -------------- | -------------- | ------- | ------- | ------- | ------- | ------- | -------------- | --------------------- |
| 2014     | 4              | 0              | 1              | 5              | 159            | 68             | 0       | 1       | 1       | 20      | 30      | Wild Card      | Ostend Pirates        |
| 2015     | 1              | 0              | 5              | 6              | 44             | 173            | 1       | 0       | 1       | 53      | 13      | Non retrocessi | Andenne Bears         |
| 2016     | 3              | 0              | 3              | 6              | 136            | 138            | 1       | 1       | 2       | 40      | 83      | Semifinale     | Brussels Black Angels |
| 2017     | 1              | 0              | 6              | 7              | 78             | 331            | 0       | 1       | 1       | 0       | 12      | Retrocessi     | Charleroi Coal Miners |
| Totale   | 9              | 0              | 15             | 24             | 417            | 710            | 2       | 3       | 5       | 113     | 138     |                |                       |

Fonti: Enciclopedia del Football - A cura di Roberto Mezzetti

##### BAFL National
| Stagione | regular season | regular season | regular season | regular season | regular season | regular season | playoff | playoff | playoff | playoff | playoff | playoff   | playoff    |
|          | Vin            | Par            | Per            | Tot            | PF             | PS             | Vin     | Per     | Tot     | PF      | PS      | risultato | avversaria |
| -------- | -------------- | -------------- | -------------- | -------------- | -------------- | -------------- | ------- | ------- | ------- | ------- | ------- | --------- | ---------- |
| 2019     | 0              | 0              | 6              | 6              | 43             | 183            | -       | -       | -       | -       | -       | -         | -          |
| 2020     | 1              | 0              | 1              | 2              | 24             | 13             | -       | -       | -       | -       | -       | -         | -          |
| Totale   | 1              | 0              | 7              | 8              | 67             | 196            | -       | -       | -       | -       | -       |           |            |

Fonti: Enciclopedia del Football - A cura di Roberto Mezzetti

#### LFFA DII
| Stagione | regular season | regular season | regular season | regular season | regular season | regular season | playoff | playoff | playoff | playoff | playoff | playoff   | playoff                  |
|          | Vin            | Par            | Per            | Tot            | PF             | PS             | Vin     | Per     | Tot     | PF      | PS      | risultato | avversaria               |
| -------- | -------------- | -------------- | -------------- | -------------- | -------------- | -------------- | ------- | ------- | ------- | ------- | ------- | --------- | ------------------------ |
| 2018     | 2              | 1              | 1              | 4              | 52             | 18             | 0       | 1       | 1       | 0       | 12      | LFFA Bowl | Wallonie Picarde Phoenix |
| Totale   | 2              | 1              | 1              | 4              | 52             | 18             | 0       | 1       | 1       | 0       | 12      |           |                          |

Fonti: Sito Eurobowl.info Archiviato il 19 ottobre 2017 in Internet Archive.

## Riepilogo fasi finali disputate
| Anno           | Luogo        | Evento           | Fase del torneo | Incontro                                                 | Risultato |
| 8 giugno 2014  | Grez-Doiceau | BFL              | Wild Card       | Louvain Fighting Turtles - Ostend Pirates                | 20 - 30   |
| 23 giugno 2015 | Andenne      | BAFL             | Playout         | Andenne Bears - Grez-Doiceau Fighting Turtles            | 13 - 53   |
| 12 giugno 2016 | Anderlecht   | BAFL             | Semifinale      | Brussels Black Angels - Grez-Doiceau Fighting Turtles    | 49 - 0    |
| 25 giugno 2017 | Andenne      | LFFA Division II | Playoff         | Charleroi Coal Miners - Grez-Doiceau Fighting Turtles    | 12 - 0    |
| 27 maggio 2018 | Tournai      | LFFA Division II | LFFA Bowl       | Grez-Doiceau Fighting Turtles - Wallonie Picarde Phoenix | 0 - 12    |